# Jan Gaasbeek

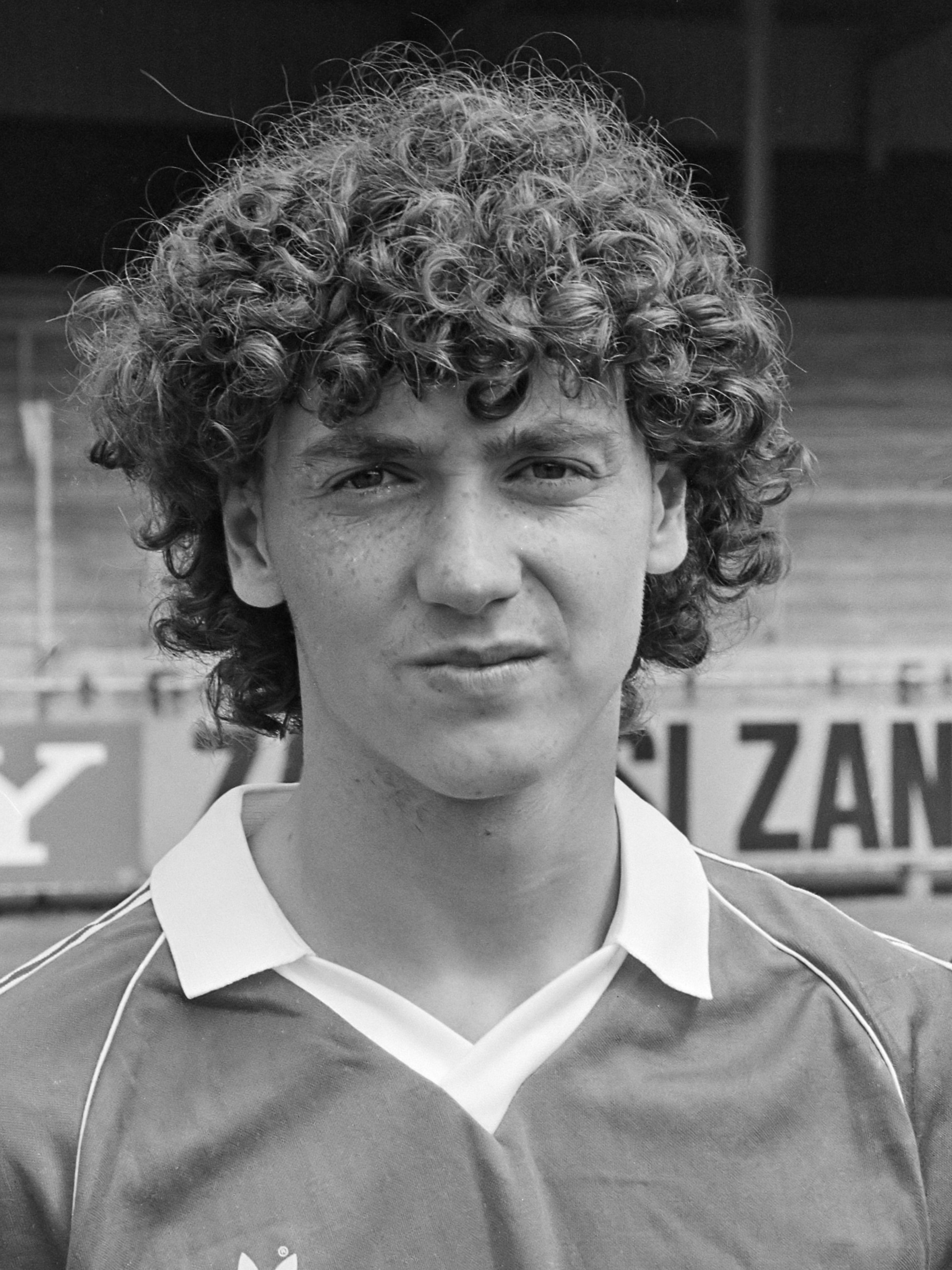
Jan Gaasbeek (1982)

Jan Gaasbeek (Veenendaal, 4 december 1962) is een voormalig Nederlands voetballer. De middenvelder kwam in het Nederlands betaald voetbal uit voor AZ'67, FC Twente en NAC.
Als amateurspeler voor DOVO gold Gaasbeek al als een talent en werd hij geselecteerd voor de Nederlandse UEFA-jeugd, waarin hij samenspeelde met leeftijdsgenoten als Ruud Gullit, Danny Blind, Erwin Koeman en Fred Rutten. In 1980 tekende hij een contract bij AZ'67. In zijn eerste seizoen werd hij landskampioen met AZ, hoewel hijzelf tot slechts één optreden kwam. In de daaropvolgende jaren kwam hij geregeld uit in het eerste elftal. In november 1982 was hij invaller in een uitwedstrijd tegen Internazionale in de Europacup II.
In 1985 keerde Gaasbeek terug bij amateurvereniging DOVO, In 1989 maakte hij zijn rentree in het betaald voetbal bij FC Twente. Bij de subtopper in de Eredivisie was hij een vaste basiskracht. In vijf seizoenen kwam hij uit in 140 competitiewedstrijden, waarin hij negentien keer scoorde. In de zomer van 1994 tekende hij een tweejarig contract bij NAC. Bij NAC stond hij uiteindelijk zes seizoenen onder contract, hoewel hij in zijn laatste twee jaar nauwelijks meer speelde. In 2000 stopte hij zijn carrière als betaald voetballer en liet hij zich overschrijven naar GVVV in zijn geboorteplaats Veenendaal.
Gaasbeek was later als coach werkzaam in de jeugd en bij het tweede elftal van DOVO. In december 2009 tekende hij een contract als hoofdtrainer bij VV Advendo '57. Hij is sinds de zomer van 2020 hoofdtrainer van het eerste team  van SKV Wageningen. Met ingang van het seizoen 2023/2024 is Gaasbeek hoofdtrainer bij VV Dodewaard.
Doelmannen: De Koning · Treijtel

Verdedigers: Anema · Filippo · Hovenkamp · Van der Meer · Metgod · Reijnders · Spelbos · Van Rijnsoever · Steinmann · Weijsters

Middenvelders: Arntz · Gaasbeek · Jonker · Nygaard · Oort · Peters

Aanvallers: Van den Dungen · Kist · Talan · Tol · Welzl